# Olivia Birkelund
Olivia Birkelund (Manhattan (New York), 26 april 1963 ) is een Amerikaans actrice.

## Biografie
Birkelund werd geboren en groeide op in de borough Manhattan van New York. Zij studeerde af aan de Brown-universiteit in Providence (Rhode Island) en aan de Circle in the Square Theater School in New York. Zij begon haar carrière als actrice in lokale theaters, zij speelde in onder anderen in Othello en A Midsummer Night's Dream.
Birkelund begon in 1991 met acteren voor televisie in de televisieserie One Life to Live, waarna zij nog meerdere rollen speelde in televisieseries en films.

## Filmografie

### Films
Uitgezonderd korte films.
- 2017 Coin Heist - als mrs. Hodges
- 2002 Far from Heaven - als Nancy
- 1999 Uninvited - als Patricia Macchiato Carver
- 1999 The Bone Collector - als Lindsay Rubin
- 1998 Letters from a Killer - als Stephanie
- 1997 On the Edge of Innocence - als dr. Sharon
- 1997 Night Sins - als Karen Wright

### Televisieseries
Uitgezonderd eenmalige gastrollen. 
- 2016 BrainDead - als Norah Moody - 2 afl.
- 2014 Black Box - als Karina Black - 3 afl.
- 2008 Guiding Light - als Phoebe - 2 afl.
- 1995-2002 All My Children - als Arlene Dillon Vaughan Chandler - 16 afl.
- 1999 Star Trek: Voyager - als Ensign Marla Gilmore - 2 afl.
- 1991 One Life to Live - als Sondra Hall - ? afl.